# 2024 у легкій атлетиці
Найбільшим легкоатлетичним змаганням у 2024 стали олімпійські змагання в Парижі.

## Найбільші змагання

### Глобальні
- Легка атлетика на літніх Олімпійських іграх 2024
- Чемпіонат світу з кросу 2024
- Чемпіонат світу з легкої атлетики в приміщенні 2024
- Чемпіонат світу з легкої атлетики серед юніорів 2024
- Командний чемпіонат світу зі спортивної ходьби 2024
- Світові легкоатлетичні естафети 2024
- Діамантова ліга 2024
- Світовий легкоатлетичний тур у приміщенні 2024

### Європи
- Чемпіонат Європи з легкої атлетики 2024
- Чемпіонат Європи з кросу 2024
- Чемпіонат Європи з легкої атлетики серед юнаків 2024
- Кубок Європи з метань 2024
- Чемпіонат Європи з позашосейного бігу 2024

### Інші континентальні
- Легка атлетика на Африканських іграх 2024
- Чемпіонат Океанії з легкої атлетики 2024
- Чемпіонат Африки з легкої атлетики 2024
- Чемпіонат Азії з легкої атлетики в приміщенні 2024
- Чемпіонат Південної Америки з легкої атлетики в приміщенні 2024

### Українські
- Чемпіонат України з легкої атлетики 2024
- Чемпіонат України з легкої атлетики в приміщенні 2024

## Нагороди

### Чоловіки
| Нагорода                      | Атлет | Примітки |
| ----------------------------- | --- | -------- |
| Легкоатлет року в світі       | Леціле Тебого (бігові стадіонні дисиципліни) Арман Дюплантіс (технічні дисципліни) Тамірат Тола (позастадіонні дисципліни) | [ 1 ]    |
| Зірка, яка сходить, у світі   | Маттія Фурлані | [ 1 ]    |
| Легкоатлет року в Європі      | Арман Дюплантіс | [ 2 ]    |
| Зірка, яка сходить, в Європі  | Нільс Ларос | [ 2 ]    |
| Найкращий легкоатлет України  | |          |
| Зірка, яка сходить, в Україні | |          |

### Жінки
| Нагорода                      | Атлетка | Примітки |
| ----------------------------- | --- | -------- |
| Легкоатлетка року в світі     | Сідні Мак-Лафлін-Леврон (бігові стадіонні дисиципліни) Ярослава Магучіх (технічні дисципліни) Сіфан Гассан (позастадіонні дисципліни) | [ 1 ]    |
| Зірка, яка сходить, у світі   | Сембо Альмаєу | [ 1 ]    |
| Легкоатлетка року в Європі    | Ярослава Магучіх | [ 2 ]    |
| Зірка, яка сходить, в Європі  | Адріана Вілагош | [ 2 ]    |
| Найкраща легкоатлетка України | |          |
| Зірка, яка сходить, в Україні | |          |

## Рекорди
Нижче наводяться світові, європейські та українські рекорди та вищі досягнення, встановлені впродовж 2024 спортсменами у віковій групі дорослих.

### Чоловіки

#### Світові рекорди
| Категорія | Дисципліна                               | Результат | Атлет                                                   | Дата  | Місто         | Примітки     |
| --------- | ---------------------------------------- | --------- | ------------------------------------------------------- | ----- | ------------- | ------------ |
| WB        | біг на 2 милі (коротка доріжка)          | 8.00,67i  | Джош Керр                                               | 11.02 | Нью-Йорк      | [ 3 ]        |
| WR        | біг на 60 метрів з бар'єрами             | 7,27i     | Грант Голловей                                          | 16.02 | Альбукерке    | [ 4 ]        |
| WB        | біг на 300 метрів                        | 30,69     | Леціле Тебого                                           | 17.02 | Преторія      | [ 5 ]        |
| WR        | метання диска                            | 74,35     | Міколас Алекна                                          | 14.04 | Рамона        | [ 6 ] [ 7 ]  |
| WR        | комбінований естафетний біг              | 9.14,58   | СШАБреннон Кіддер Брендон Міллер Ісая Гарріс Генрі Вінн | 19.04 | Юджин         | [ 8 ]        |
| WR        | стрибки з жердиною                       | 6,24      | Арман Дюплантіс                                         | 20.04 | Сямень        | [ 9 ] [ 10 ] |
| WR        | біг на 1 милю (шосе)                     | 3.54,56   | Еммануель Ваньйоньї                                     | 27.04 | Герцогенаурах | [ 11 ]       |
| WR        | стрибки з жердиною                       | 6,25      | Арман Дюплантіс                                         | 05.08 | Париж         | [ 12 ]       |
| WR        | біг на 3000 метрів                       | 7.17,55   | Якоб Інгебрігтсен                                       | 25.08 | Хожув         | [ 13 ]       |
| WR        | стрибки з жердиною                       | 6,26      | Арман Дюплантіс                                         | 25.08 | Хожув         | [ 13 ]       |
| WR        | біг на 1 милю (шосе)                     | 3.51,3h   | Елліот Джайлс                                           | 01.09 | Дюссельдорф   | [ 14 ]       |
| WR        | напівмарафон (шосе)                      | 57.30     | Йоміф Кеджельча                                         | 27.10 | Валенсія      | [ 15 ]       |
| WR        | спортивна ходьба на 35 кілометрів (шосе) | 2:21.47   | Кавано Масатора                                         | 27.10 | Такахата      | [ 16 ]       |

#### Рекорди Європи
| Категорія | Дисципліна                      | Результат | Атлет              | Дата  | Місто       | Примітки      |
| --------- | ------------------------------- | --------- | ------------------ | ----- | ----------- | ------------- |
| EB        | біг на 2 милі (коротка доріжка) | 8.00,67i  | Джош Керр          | 11.02 | Нью-Йорк    | [ 3 ]         |
| ER        | біг на 10 кілометрів (шосе)     | 27.13     | Домінік Лобалу     | 14.01 | Валенсія    | [ 17 ]        |
| ER        | біг на 10 кілометрів (шосе)     | 27.07     | Джиммі Грессьє     | 17.03 | Лілль       | [ 18 ]        |
| ER        | метання диска                   | 74,35     | Міколас Алекна     | 14.04 | Рамона      | [ 6 ] [ 7 ]   |
| ER        | стрибки з жердиною              | 6,24      | Арман Дюплантіс    | 20.04 | Сямень      | [ 9 ] [ 10 ]  |
| ER        | біг на 400 метрів               | 44,07     | Меттью Гадсон-Сміт | 30.05 | Осло        | [ 19 ] [ 20 ] |
| ER        | біг на 1500 метрів              | 3.26,73   | Якоб Інгебрігтсен  | 12.07 | Фонв'єй     | [ 21 ] [ 22 ] |
| ER        | біг на 400 метрів               | 43,74     | Меттью Гадсон-Сміт | 20.07 | Лондон      | [ 23 ]        |
| ER        | стрибки з жердиною              | 6,25      | Арман Дюплантіс    | 05.08 | Париж       | [ 12 ]        |
| ER        | біг на 3000 метрів              | 7.17,55   | Якоб Інгебрігтсен  | 25.08 | Хожув       | [ 13 ]        |
| ER        | стрибки з жердиною              | 6,26      | Арман Дюплантіс    | 25.08 | Хожув       | [ 13 ]        |
| EB        | біг на 1 милю (шосе)            | 3.51,3h   | Елліот Джайлс      | 01.09 | Дюссельдорф | [ 14 ]        |
| ER        | біг на 10 кілометрів (шосе)     | 27.04     | Етьєн Дагінос      | 16.11 | Лілль       | [ 24 ]        |

#### Рекорди України
| Категорія | Дисципліна        | Результат | Атлет               | Дата  | Місто      | Примітки      |
| --------- | ----------------- | --------- | ------------------- | ----- | ---------- | ------------- |
| NR        | біг на 400 метрів | 44,94     | Олександр Погорілко | 28.04 | Віллемстад | [ 25 ] [ 26 ] |

### Жінки

#### Світові рекорди
| Категорія | Дисципліна                          | Результат          | Атлетка                 | Дата  | Місто      | Примітки |
| --------- | ----------------------------------- | ------------------ | ----------------------- | ----- | ---------- | -------- |
| WR        | біг на 5 кілометрів (змішаний)      | 14.13+             | Агнес Джебет Нгетіч     | 14.01 | Валенсія   | [ 27 ]   |
| WR        | біг на 10 кілометрів (змішаний)     | 28.46              | Агнес Джебет Нгетіч     | 14.01 | Валенсія   | [ 27 ]   |
| WR        | біг на 60 метрів з бар'єрами        | 7,67i              | Девінн Чарлтон          | 11.02 | Нью-Йорк   | [ 28 ]   |
| WR        | біг на 60 метрів з бар'єрами        | 7,67i              | Тія Джонс               | 16.02 | Альбукерке | [ 4 ]    |
| WR        | біг на 400 метрів (коротка доріжка) | 49,24i             | Фемке Бол               | 18.02 | Апелдорн   | [ 29 ]   |
| WR        | біг на 400 метрів (коротка доріжка) | 49,17i             | Фемке Бол               | 02.03 | Глазго     | [ 30 ]   |
| WR        | біг на 60 метрів з бар'єрами        | 7,65i              | Девінн Чарлтон          | 03.03 | Глазго     | [ 31 ]   |
| WR        | марафонський біг                    | 2:16.16 (жіночий)  | Перес Джепчірчір        | 21.04 | Лондон     | [ 32 ]   |
| WR        | біг на 10000 метрів                 | 28.54,14           | Беатріс Чебет           | 25.05 | Юджин      | [ 33 ]   |
| WR        | біг на 400 метрів з бар'єрами       | 50,65              | Сідні Мак-Лафлін-Леврон | 30.06 | Юджин      | [ 34 ]   |
| WR        | біг на 1500 метрів                  | 3.49,04            | Фейт Кіп'єгон           | 07.07 | Париж      | [ 35 ]   |
| WR        | стрибки у висоту                    | 2,10               | Ярослава Магучіх        | 07.07 | Париж      | [ 35 ]   |
| WR        | біг на 2000 метрів                  | 5.19,70            | Джессіка Галл           | 12.07 | Фонв'єй    | [ 21 ]   |
| WR        | біг на 400 метрів з бар'єрами       | 50,37              | Сідні Мак-Лафлін-Леврон | 08.08 | Париж      | [ 36 ]   |
| WB        | біг на 600 метрів                   | 1.21,63            | Мері Мораа              | 01.09 | Берлін     | [ 37 ]   |
| WR        | марафонський біг                    | 2:09.56 (змішаний) | Рут Чепнгетіч           | 13.10 | Чикаго     | [ 38 ]   |
| WR        | біг на 5 кілометрів                 | 13.54 (змішаний)   | Беатріс Чебет           | 31.12 | Барселона  | [ 39 ]   |

#### Рекорди Європи
| Категорія | Дисципліна                          | Результат | Атлетка          | Дата  | Місто        | Примітки      |
| --------- | ----------------------------------- | --------- | ---------------- | ----- | ------------ | ------------- |
| ER        | біг на 400 метрів (коротка доріжка) | 49,24     | Фемке Бол        | 18.02 | Апелдорн     | [ 29 ]        |
| ER        | біг на 400 метрів (коротка доріжка) | 49,17     | Фемке Бол        | 02.03 | Глазго       | [ 30 ]        |
| ER        | стрибки у висоту                    | 2,10      | Ярослава Магучіх | 07.07 | Париж        | [ 35 ] [ 40 ] |
| ER        | біг на 400 метрів з бар'єрами       | 50,95     | Фемке Бол        | 14.07 | Ла-Шо-де-Фон | [ 41 ]        |
| ER        | біг на 3000 метрів з перешкодами    | 8.58,67   | Аліс Фіно        | 06.08 | Париж        | [ 42 ]        |
| ER        | біг на 1 милю                       | 4.30,3h   | Марісса Дамінк   | 01.09 | Дюссельдорф  | [ 43 ]        |

#### Рекорди України
| Категорія | Дисципліна                               | Результат | Атлетка          | Дата  | Місто            | Примітки                    |
| --------- | ---------------------------------------- | --------- | ---------------- | ----- | ---------------- | --------------------------- |
| NR        | стрибки у висоту                         | 2,07      | Ярослава Магучіх | 07.07 | Париж            | [ 35 ] [ 40 ] [ 44 ] [ 45 ] |
| NR        | стрибки у висоту                         | 2,10      | Ярослава Магучіх | 07.07 | Париж            | [ 35 ] [ 40 ] [ 44 ] [ 45 ] |
| NR        | спортивна ходьба на 35 кілометрів (шосе) | 2:48.04   | Ганна Шевчук     | 19.10 | Івано-Франківськ | [ 46 ]                      |

### Змішані дисципліни

#### Світові рекорди
| Категорія | Дисципліна                  | Результат | Атлети                                                   | Дата       | Місто | Примітки |
| --------- | --------------------------- | --------- | -------------------------------------------------------- | ---------- | ----- | -------- |
| WR        | естафетний біг 4×400 метрів | 3.07,41   | ́ СШАВернон Норвуд Шам'єр Літтл Брайс Дедмон Кайлін Браун | 02.08.2024 | Париж | [ 47 ]   |

#### Рекорди Європи
| Категорія | Дисципліна                  | Результат | Атлети                                                          | Дата       | Місто | Примітки |
| --------- | --------------------------- | --------- | --------------------------------------------------------------- | ---------- | ----- | -------- |
| ER        | естафетний біг 4×400 метрів | 3.07,43   | ́ НідерландиЮджин Омалла Ліке Клавер Ісая Клейн Іккінк Фемке Бол | 03.08.2024 | Париж | [ 48 ]   |

#### Рекорди України
| Категорія | Дисципліна | Результат | Атлети | Дата | Місто | Примітки |
| --------- | ---------- | --------- | ------ | ---- | ----- | -------- |
| NR        |            |           |        |      |       |          |

## Завершили кар'єру
| Завершили кар'єру     | Вік      | Дата  | Посилання | Примітки                                                                                          |
| --------------------- | -------- | ----- | --------- | ------------------------------------------------------------------------------------------------- |
| Давід Шторль          | 33 роки  | 16.02 | [ 49 ]    | чемпіон світу зі штовхання ядра (2011, 2013)                                                      |
| Вітеслав Веселий      | 41 рік   | 25.06 | [ 50 ]    | чемпіон світу з метання списа (2013)                                                              |
| Йонатан Борле         | 36 років | 07.07 | [ 51 ]    | чемпіон Європи з естафетного бігу 4×400 метрів (2012, 2016, 2018)                                 |
| Ендрю Поцці           | 32 роки  | 07.07 | [ 51 ]    | чемпіон світу в приміщенні з бігу на 60 метрів з бар'єрами (2018)                                 |
| Елюаз Лесюер          | 35 років | 07.07 | [ 51 ]    | чемпіонка світу в приміщенні зі стрибків у довжину (2014)                                         |
| Анна Келбасинська     | 34 роки  | 07.07 | [ 51 ]    | срібна олімпійська призерка з естафетного бігу 4×400 метрів (2021)                                |
| Крістоф Леметр        | 34 роки  | 07.07 | [ 51 ]    | бронзовий олімпійський призер з бігу на 200 метрів (2016) та естафетного бігу 4×100 метрів (2012) |
| Крістіан Тейлор       | 34 роки  | 21.07 | [ 52 ]    | олімпійський чемпіон з потрійного стрибку (2012, 2016)                                            |
| Альваро Мартін        | 30 років | 08.09 | [ 53 ]    | олімпійський чемпіон з естафетної спортивної ходьби (2024)                                        |
| Томас ван дер Платсен | 33 роки  | 09.09 | [ 54 ]    | чемпіон Європи з десятиборства (2016)                                                             |
| Павел Маслак          | 33 роки  | 19.10 | [ 55 ]    | триразовий чемпіон світу в приміщенні з бігу на 400 метрів (2014, 2016, 2018)                     |

## Пішли з життя
| Пішли з життя        | Вік      | Дата    | Посилання     | Примітки                                                                                         |
| -------------------- | -------- | ------- | ------------- | ------------------------------------------------------------------------------------------------ |
| Кармен Валеро        | 68 років | 02.01   | [ 56 ] [ 57 ] | чемпіонка світу з кросу (1976, 1977)                                                             |
| Уно Палу             | 90 років | 15.01   | [ 58 ]        | срібний призер з десятиборства на чемпіонаті Європи (1958)                                       |
| Шонесі Барбер        | 29 років | 17.01   | [ 59 ]        | чемпіон світу зі стрибків з жердиною (2015)                                                      |
| Мішель Жазі          | 87 років | 01.02   | [ 60 ]        | срібний олімпійський призер з бігу на 1500 метрів (1960)                                         |
| Келвін Кіптум        | 24 роки  | 11.02   | [ 61 ]        | рекордсмен світу з марафонського бігу (2023)                                                     |
| Жак Руссо            | 72 роки  | 14.02   | [ 62 ]        | чемпіон Європи зі стрибків у довжину (1978)                                                      |
| Генрі Роно           | 72 роки  | 15.02   | [ 63 ]        | 5-разовий ексрекордсмен світу (1978, 1981) з бігу на середні та довгі дистанції та у стипль-чезі |
| Ольга Фікотова       | 91 рік   | 12.04   | [ 64 ]        | олімпійська чемпіонка з метання диска (1956)                                                     |
| Лучано Сушань        | 75 років | 14.04   | [ 65 ]        | чемпіон Європи з бігу на 800 метрів (1974)                                                       |
| Боб Шуль             | 86 років | 16.06   | [ 66 ]        | олімпійський чемпіон з бігу на 5000 метрів (1964)                                                |
| Жак Фрайтаг          | 42 роки  | червень | [ 67 ]        | чемпіон світу зі стрибків у висоту (2003)                                                        |
| Михайло Сташків      | 80 років | 13.07   | [ 68 ]        | заслужений тренер України                                                                        |
| Галина Зибіна        | 93 роки  | 10.08   | [ 69 ]        | олімпійська чемпіонка зі штовхання ядра (1952)                                                   |
| Джордж Роден         | 97 років | 24.08   | [ 70 ]        | олімпійський чемпіон з бігу на 400 метрів (1952)                                                 |
| Курт Бендлін         | 81 рік   | 29.08   | [ 71 ]        | бронзовий олімпійський призер з десятиборства (1968)                                             |
| Ребекка Чептегеї     | 33 роки  | 05.09   | [ 72 ]        | чемпіонка світу з гірського бігу (2022)                                                          |
| Юрій Тумасов         | 87 років | 12.09   | [ 73 ]        | перший президент Федерації легкої атлетики України (1991—1996)                                   |
| Отіс Девіс           | 92 роки  | 14.09   | [ 74 ]        | олімпійський чемпіон з бігу на 400 метрів та естафетного бігу 4×400 метрів (1960)                |
| Олександр Баришников | 75 років | 15.09   | [ 75 ]        | дворазовий олімпійський призер зі штовхання ядра (1976, 1980)                                    |
| Аннелі Ергардт       | 74 роки  | 22.10   | [ 76 ]        | олімпійська чемпіонка з бігу на 100 метрів з бар'єрами (1972)                                    |
| Даллас Лонг          | 84 роки  | 10.11   | [ 77 ]        | олімпійський чемпіон зі штовхання ядра (1964)                                                    |
| Ільке Вілудда        | 55 років | 01.12   | [ 78 ]        | олімпійська чемпіонка з метання диска (1996)                                                     |
| Айгарс Фадєєвс       | 48 років | 17.12   | [ 79 ]        | срібний олімпійський призер з ходьби на 50 кілометрів (2000)                                     |
| Клаус Вольферманн    | 78 років | 18.12   | [ 80 ]        | олімпійський чемпіон з метання списа (1972)                                                      |
| Сергій Олізаренко    | 70 років | 18.12   | [ 81 ]        | ексрекордсмен України з бігу на 3000 метрів з перешкодами (1978)                                 |